# Doris Rönnqvist
Doris Rönnqvist est un acteur de science-fiction suédois.

## Filmographie
- 2002 : I.D.B.A.V. : The man